# スーパーゼビウス (アルバム)
『スーパーゼビウス』（SUPER XEVIOUS）は、細野晴臣の音楽作品。当時でも珍しい12インチシングルとして発売され、ナムコが1983 - 1984年にリリースしたアーケードゲームの音楽をアレンジしたうえで収録している。

## 解説
前作『ビデオ・ゲーム・ミュージック』とほぼ同時期に収録され、前作ヒット記念としてリリースされた。前作と異なり、アレンジされた楽曲が大半を占めており、元々のゲームミュージックは一部しか収録されていない。
全体的に『ゼビウス』の世界設定を強く押し出す内容となっており、ライナーノーツにはバック・ストーリーである小説『ファードラウト』の省略版が掲載されている。また、オビには「グワッシャ」や「ガスト・ノッチ」などの「ゼビ語」解説、ジャケット表面の左下には赤く「ゼビ数字」で「01234567」と書かれている。
発売を前に、プロモーション用として7インチシングル盤『スーパーゼビウス［ハード・コア・ミックス］』が、関係者に配布された。内容は収録曲「SUPER XEVIOUS」のショート・バージョンだが、後に1996年7月24日発売のボックスCD『¥EN BOX VOL.1』に「SUPER XEVIOUS (GUST NOTCH MIX)」として収録。また後述の単体CD化の際にも、ボーナストラックとして収録された。
当時でも珍しい12インチシングルとして発売されたが、1988年11月28日、¥ENレーベルのシングル作品を集めた『YENレコード・ヒストリー』にて初のCD化。1996年12月24日には、¥ENレーベル作品のボックスCD『¥EN BOX VOL.2』に『ビデオ・ゲーム・ミュージック』とともに収録。
2001年には、サイトロンディスクより『ビデオ・ゲーム・ミュージック』に続いて、初めてタイトル単体でCD化された。初回特典として、前作および後にCD化される『ザ・リターン・オブ・ビデオ・ゲーム・ミュージック』が収納できる箱「ナムコ・トリロジー・ボックス」が付属。このCD化にあたっては、復刻版ライナーノーツのほか、当時の制作事情や収録ゲームのエピソード、『ゼビウス』開発者の遠藤雅伸へのインタビューなどを収録した、新たな冊子が同梱されている。

## 収録曲

### SIDE A
1. SUPER XEVIOUS（作曲：慶野由利子）
  - 『ゼビウス』の楽曲をディスコ風にアレンジ。
  - 冒頭の「グワッシャ」、序盤のカウントダウンなど、随所にゼビ語のボイスが挿入されている。声の主は遠藤雅伸や小沢純子、大野木宜幸といったナムコスタッフの面々。
  - 最後の歓声は、イエロー・マジック・オーケストラ（YMO）の1983 YMOジャパンツアーにおいて収録されたものを使用している。

### SIDE B
1. GAPLUS（作曲：小沢純子）
  - 星逆流面のBGMをアレンジ。
2. THE TOWER OF DRUAGA（作曲：小沢純子）
  - 冒頭にエンディングおよびネームエントリーの曲が流れた後、その管弦楽風アレンジを収録。
  - 曲中に細野が打ち込みを間違えた箇所があるが、そのまま収録された。そのフォローとして、ライナーノーツに「ヴィオラ奏者が腹を空かし、つい手をすべらせて…」といった内容の嘘の注釈が書かれている。
  - この曲は「笑っていいとも!」において、早食いコーナーの表彰式のBGMにも使われた。
  - ファミコン版『ドルアーガの塔』のエンディングでは、この管弦楽風アレンジを逆に移植した曲が使われている。
  - 『YEN卒業記念ビデオ』でオープニング、エンディングに使用されている。

### CD
1. SUPER XEVIOUS
2. GAPLUS
3. THE TOWER OF DRUAGA
4. SUPER XEVIOUS (GUST NOTCH MIX)

## 補足
- NHK教育テレビの若者向け番組「YOU」において、「SUPER XEVIOUS」のライブ風の映像が流されたことがある。「Video Game Music (Disco Version)」というタイトルだが、楽曲は「SUPER XEVIOUS (GUST NOTCH MIX)」で、細野はほとんど演奏していない（キーボードを前に本や資料を読んでいる）。
- 発売当時、上記映像以外にもプロモーション映像が製作されている。